# 西加莱斯
西加莱斯，是西班牙卡斯蒂利亚-莱昂巴利亚多利德省的一个市镇。总面积61平方公里，2001年普查人口總數為3045人，人口密度為每平方公里50人。